# Maithon
Maithon è una suddivisione dell'India, classificata come census town, di 19.728 abitanti, situata nel distretto di Dhanbad, nello stato federato del Jharkhand. In base al numero di abitanti la città rientra nella classe IV (da 10.000 a 19.999 persone).

## Geografia fisica
La città è situata a 23° 46' 36 N e 86° 48' 24 E.

## Società

### Evoluzione demografica
Al censimento del 2001 la popolazione di Maithon assommava a 19.728 persone, delle quali 10.520 maschi e 9.208 femmine. I bambini di età inferiore o uguale ai sei anni assommavano a 2.170, dei quali 1.111 maschi e 1.059 femmine. Infine, coloro che erano in grado di saper almeno leggere e scrivere erano 14.624, dei quali 8.487 maschi e 6.137 femmine.